# Trematosphaeria grisea
Trematosphaeria grisea (J.E. Mackinnon, Ferrada & Montem.) Abd. Ahmed, Sande, Fahal & de Hoog – gatunek grzybów z rzędu Pleosporales – grzyb mikroskopijny, jeden z gatunków powodujących grzybicę układową o nazwie stopa madurska.

## Systematyka i nazewnictwo
Pozycja w klasyfikacji według Index Fungorum: Trematosphaeriaceae, Pleosporales, Pleosporomycetidae, Dothideomycetes, Pezizomycotina, Ascomycota, Fungi.
Po raz pierwszy opisali go w 1949 r. J.E. Mackinnon, Ferrada & Montemartini, nadając mu nazwę Madurella grisea. W 2014 r. Abd. Ahmed, Sande, Fahal i de Hoog przenieśli go do rodzaju Trematosphaeria.

## Morfologia
Kolonie rosną powoli, są ciemne, skórzaste, pofałdowane z promienistymi rowkami, o powierzchni od jasnobrązowej do szarawej. Z wiekiem kolonie stają się ciemnobrązowe do czerwonobrązowych i mają brązowoczarny rewers. Opisano strzępki o dwóch szerokościach; cienkie o szerokości 1-3 µm lub szerokie o szerokości 3-5 µm. Mikroskopowo kultury są jałowe i nie tworzą zarodników konidialnych. Optymalna temperatura wzrostu wynosi 30 °C, w temperaturze 37 °C przestaje rosnąć.
Mikrokolonie tkankowe są czarne, okrągłe do płatowatych, miękkie do twardych, o średnicy do 1,0 mm, z dwiema charakterystycznymi strefami, szklistą do słabo pigmentowanej strefy centralnej i głęboko pigmentowanym obwodem. Trematosphaeria grisea można odróżnić od Madurella mycetomatis po niezdolności do wzrostu w temperaturze 37 °C i zdolności do asymilacji sacharozy i niezdolności do asymilacji laktozy.